# 右胃動脈
右胃動脈（みぎいどうみゃく、英語: right gastric artery）は、ほとんどの場合(53%)固有肝動脈から生じ、胃の幽門端まで下降し、小彎に沿って枝により胃に提供し、左胃動脈と吻合する。他の動脈から生じることもあり、総肝動脈(20%)、総肝動脈の左枝(15%)、胃十二指腸動脈(8%)や、最もまれには総肝動脈自体(4%)の場合もある。

## イメージ

胃への血液供給。左胃動脈及び右胃動脈、左胃大網動脈及び右胃大網動脈、短胃動脈

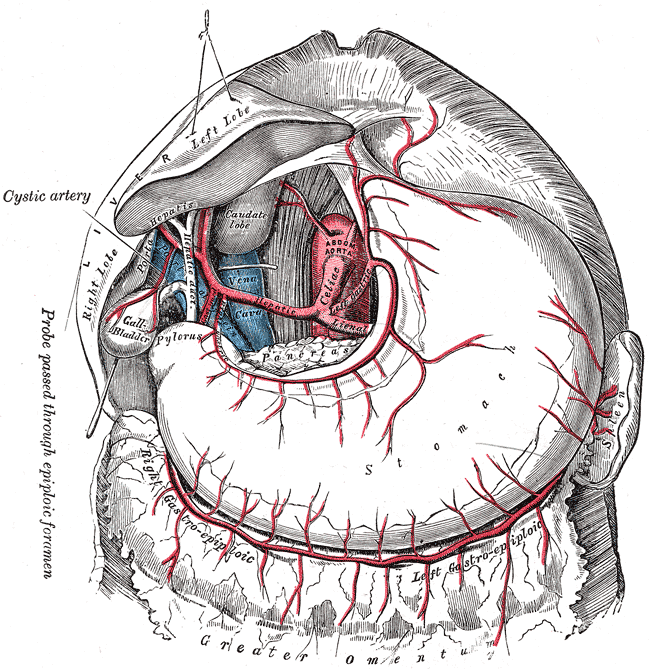
腹腔動脈とその枝。肝臓を上にあげ、小網と大網の前層を取り除いている。
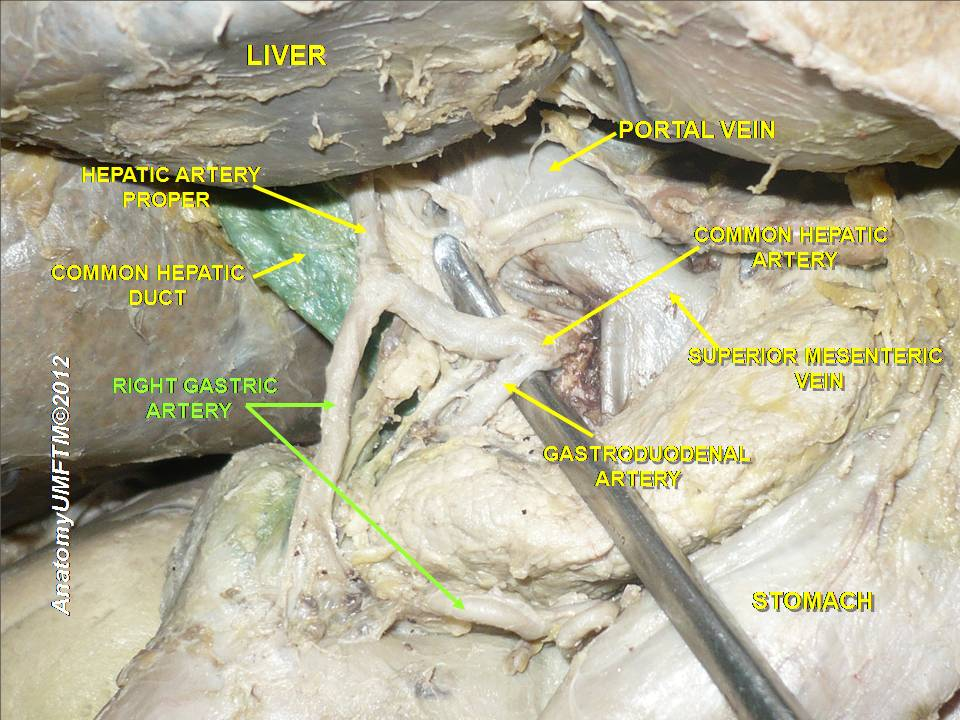
右胃動脈